# (6036) Weinberg
(6036) Weinberg est un astéroïde de la ceinture principale.

## Description
(6036) Weinberg est un astéroïde de la ceinture principale. Il fut découvert par Eric Walter Elst le 13 février 1988 à La Silla. Il présente une orbite caractérisée par un demi-grand axe de 2,75 UA, une excentricité de 0,198 et une inclinaison de 13,84° par rapport à l'écliptique.
Il fut nommé en hommage au physicien Steven Weinberg, récipiendaire du prix Nobel de physique en 1979.

## Compléments